# Gologorica
 Gologorica  falu Horvátországban, Isztria megyében. Közigazgatásilag Cerovljéhez tartozik.

## Fekvése
Az Isztriai-félsziget közepén, Pazintól 12 km-re északkeletre, községközpontjától 3 km-re délkeletre a főúttól távol egy a Gologorička-patak fölötti földnyelven fekszik.

## Története
Az itt található leletek alapján területe már a történelem előtti időkben is lakott volt. A helyén a vaskorban erődített település állt. A római korból két feliratos domborműves kőemlék maradt fenn. Első írásos említése 1102-ben történt amikor hűbérbirtok központja volt. Akkori vára és temploma körül valószínűleg már kisebb házcsoportok alakultak ki, melyeket később védőfalakkal vettek körül. Ezzel a település városi jelleget öltött. A települést többször megemlíti az 1324-es isztriai határleírás is. A 15. századig különböző hűbérurak birtoka volt, majd 1443-ban Andreas Schuel pazini elöljáró vásárolta meg. Schuel a többi birtokaihoz hasonlóan szolgálataikért beneficiummal (hűbéri birtokkal) jutalmazta papjait, akik ennek fejében heti három misét tartoztak celebrálni a pazini Szent Miklós templomban. Halála után III. Frigyes császár a birtokot átruházta és egészen a 18. század közepéig főként a pazini kapitányok, vagy a pićani püspökök voltak a hűbérurai. A gologoricai beneficium az igazságszolgáltatást kivéve nem tartozott a pazini grófsághoz, ami tulajdonjogi és kereskedelmi előnyökkel járt, ami vonzotta a kézműveseket és kereskedőket. 1750 körül a De Franceschi család lett a hűbérura, akik 1848-ig a jobbágyság megszüntetéséig meg is tartották. A települést 1463-ban, 1508-ban és 1511-ben is elfoglalta és felgyújtotta az ellenség, de ez nem okozott nagyobb megszakítást a település életében. A település szerkezete teljesen városias jellegű volt. A főutca az északi főkaputól a déli kapuig ért két oldalán házsorral. A falakat sáncok védték melyeken át a kapuig felvonóhíd vezetett. A település déli harmadában helyezkedett el a központi tér a templommal, a De Franceschi család házával, a plébániával és az iskolával. A Szent Péter és Pál apostolok tiszteletére szentelt plébániatemplom a 18. században épült a korábbi templom helyén. A plébániát már 1324-ben említik, de valószínűleg már sokkal előbb is létezett. A településnek 1857-ben 498, 1910-ben 387 lakosa volt. Lakói mezőgazdasággal és állattartással foglalkoztak 2011-ben 270 lakosa volt.

## Lakosság
| Lakosság változása | Lakosság változása | Lakosság változása | Lakosság változása | Lakosság változása | Lakosság változása | Lakosság változása | Lakosság változása | Lakosság változása | Lakosság változása | Lakosság változása | Lakosság változása | Lakosság változása | Lakosság változása | Lakosság változása | Lakosság változása |
| ------------------ | ------------------ | ------------------ | ------------------ | ------------------ | ------------------ | ------------------ | ------------------ | ------------------ | ------------------ | ------------------ | ------------------ | ------------------ | ------------------ | ------------------ | ------------------ |
| 1857               | 1869               | 1880               | 1890               | 1900               | 1910               | 1921               | 1931               | 1948               | 1953               | 1961               | 1971               | 1981               | 1991               | 2001               | 2011               |
| 498                | 515                | 406                | 389                | 392                | 387                | 1110               | 0                  | 382                | 342                | 309                | 321                | 274                | 283                | 274                | 270                |

## Nevezetességei
- Szent Péter és Pál apostolok tiszteletére szentelt plébániatemploma[4] a 18. században épült a korábbi templom helyén. A régi plébániatemplomot a 16. században teljesen megújították, erre emlékeztet Juraj Kaligarić pap 1595-ből származó feljegyzése az északi oldalkápolnában. 1740-ben épített különálló harangtornya 24 méter magas. Az előző templomból maradt meg egy „Imago pietatis”, (a halott Krisztust ábrázoló) dombormű, egy 1446-ból származó gótikus szentségtartó és egy 15. századi kehely. Három szép reneszánsz oltára és keresztelőmedencéje 17. századi.
- A település északi bejáratánál áll a Szűz Mária tiszteletére szentelt temploma.[5] A templom román stílusban épült homlokzata előtt nagy előcsarnokkal. Északi falán ismeretlen mester freskói láthatók az 1400 körüli időből (mára már csak a Háromkirályok ábrázolása maradt fenn). Későbbi díszítő falfestései 15. – 16. századiak.
- A település közepén áll az egykori hűbérúr a De Franceschi család 1711-ben épített, a család címerével és Krisztus domborművel díszített háza.
- A védőfalak maradványai a település egykori északi kapujával a Vela vratával.
- A településtől délre fekvő temetőben áll a Mindenszentek kápolna egy 1549-es glagolita feliratú kő szenteltvíztartóval.
- Az iskola épületében a második világháború idején partizánkórház működött.